# Знаки поштової оплати України 2015
Знаки поштової оплати України 2015 — перелік поштових марок, введених в обіг Укрпоштою у 2015 році.
З 8 січня по 25 грудня 2015 року було випущено 60 поштових марок, у тому числі 57 пам'ятних (комеморативних) поштових марок і 3 стандартні восьмого випуску (з літерним індексом «F», «V» замість номіналу). Тематика комеморативних марок охопила ювілеї визначних дат, подій, пам'яті видатних діячів культури та інши.
Марки було надруковано державним підприємством «Поліграфічний комбінат „Україна“» (Київ)
Відсортовані за датою введення.

## Список комеморативних марок
| № у каталозі                             | Зображення | Опис та джерело | Номінал                | Дата введення в обіг   | Тираж                         | Дизайн                     |
| ---------------------------------------- | ---------- | --- | ---------------------- | ---------------------- | ----------------------------- | -------------------------- |
| № 1421                                   |            | «Василь Симоненко. 1935—1963. 80 років від дня народження» | 2,00 гривні            | 8 січня 2015 року      | 141 000                       | Василь Василенко           |
| № 1422                                   |            | «22 січня — День Соборності України» | 2,00 гривні            | 22 січня 2015 року     | 164 000                       | Наталія Гожа               |
| № 1423                                   |            | «Пам'яті Героїв Небесної Сотні» | 2,00 гривні            | 20 лютого 2015 року    | 197 000                       | Кость Лавро                |
| № 1424                                   |            | «Михайло Вербицький. 1815—1870» | 2,00 гривні            | 4 березня 2015 року    | 138 000                       | Сергій Горобець            |
| № 1425                                   |            | «Святослав Ріхтер. 1915—1997» | 2,00 гривні            | 20 березня 2015 року   | 137 000                       | Наталя Гожа                |
| № 1426                                   |            | «150 років від дня народження Бориса Луцького» | 2,00 гривні            | 10 квітня 2015 року    | 143 000                       | Євген Харук                |
| № 1427                                   |            | «Вічна пам'ять героям! 1941—1945» | 2,00 гривні            | 8 травня 2015 року     | 130 000                       | Сергій та Олександр Харуки |
| № 1428                                   |            | Серія «Кримські татари — корінний народ Криму — України»: Дюрбе перших кримських ханів | 3,00 гривні            | 14 травня 2015 року    | 130 000                       | Микола Кочубей             |
| № 1429                                   |            | Серія «Кримські татари — корінний народ Криму — України»: «Майстер-мідник» | 3,00 гривні            | 14 травня 2015 року    | 130 000                       | Микола Кочубей             |
| № 1430                                   |            | Серія «Кримські татари — корінний народ Криму — України»: «Кримськотатарський воїн» | 3,00 гривні            | 14 травня 2015 року    | 130 000                       | Микола Кочубей             |
| № 1431                                   |            | Серія «Кримські татари — корінний народ Криму — України»: Танок «Хайтарма» | 3,00 гривні            | 14 травня 2015 року    | 130 000                       | Микола Кочубей             |
| № 1432                                   |            | «І Європейські ігри. Баку 2015» | 4,40 гривні            | 5 червня 2015 року     | 130 000                       | Володимир Жданов           |
| № 1433                                   |            | Ілля Мечников (1845—1916) | 4,80 гривні            | 21 липня 2015 року     | 130 000                       | Володимир Таран            |
| № 1434                                   |            | «Київський фунікулер. 1959» | 2,00 гривні            | 24 липня 2015 року     | 130 000                       | Віктор Зінченко            |
| № 1435                                   |            | «Київський трамвай КТВ-55-2. 1958» | 2,40 гривні            | 24 липня 2015 року     | 130 000                       | Віктор Зінченко            |
| № 1436                                   |            | «Князь Київський Володимир Великий» | 12,90 гривні           | 28 липня 2015 року     | 40 000                        | Сергій та Олександр Харуки |
| № 1437                                   |            | «Андрей Шептицький. 1865—1944» | 2,40 гривні            | 29 липня 2015 року     | 130 000                       | Сергій Горобець            |
| Блок № 134 № 1438 № 1439 № 1440 № 1441   |            | Серія «Краса і велич України». Блок «Краса і велич України. Чернівецька область» - «Успенський собор (1900—1908), с. Біла Криниця» - «Печера „Попелюшка“, с. Подвірне» - «Фестиваль Маланок, м. Чернівці» - «Хотинська фортеця (XIII—XIX ст.), м. Хотин»     | 2,40 3,00 6,00 гривень | 7 серпня 2015 року     | 30 000                        | Олександр Калмиков         |
| № 1442                                   |            | Серія «Краса і велич України». «Чернівецький національний університет ім. Ю. Федьковича» | 2,40 гривні            | 7 серпня 2015 року     | 130 000                       | Олександр Калмиков         |
| № 1443                                   |            | «Європа. Давні іграшки» - «Візок» | 4,80 гривні            | 11 серпня 2015 року    | 130 000                       | Сергій та Олександр Харуки |
| № 1444                                   |            | «Європа. Давні іграшки» - «Гойдалка» | 5,40 гривні            | 11 серпня 2015 року    | 130 000                       | Сергій та Олександр Харуки |
| Буклет: № 1445, № 1446                   |            | Блок «Європа. Давні іграшки» - «Візок» - «Гойдалка» | 4,80 5,40 гривні       | 11 серпня 2015 року    | 13 000 (Тираж буклету 12 000) | Сергій та Олександр Харуки |
| № 1447                                   |            | Серія «Свійські тварини»: «Сіра українська» | 2,40 гривні            | 14 серпня 2015 року    | 130 000                       | Наталія Кохаль             |
| № 1448                                   |            | Серія «Свійські тварини»: «Українська червоно-ряба молочна» | 2,40 гривні            | 14 серпня 2015 року    | 130 000                       | Наталія Кохаль             |
| № 1449                                   |            | Серія «Свійські тварини»: «Українська чорно-ряба молочна» | 2,40 гривні            | 14 серпня 2015 року    | 130 000                       | Наталія Кохаль             |
| № 1450                                   |            | Серія «Свійські тварини»: «Південна м'ясна» | 2,40 гривні            | 14 серпня 2015 року    | 130 000                       | Наталія Кохаль             |
| Блок № 136 (№ 1451 № 1452 № 1453 № 1454) |            | Блок «Краса і велич України. Тернопільська область» з чотирьох марок: - «м. Заліщики» - «м. Тернопіль» - «м. Бережани» - «Успенський костел, м. Бучач» | 2,40 3,00 6,00 гривень | 18 серпня 2015 року    | 30 000                        | Олександр Калмиков         |
| № 1455                                   |            | «Пам'ятник С. Крушельницькій, м. Тернопіль» | 2,40 гривні            | 18 серпня 2015 року    | 130 000                       | Олександр Калмиков         |
| № 1457                                   |            | Блок «Національний університет «Києво-Могилянська академія». 400 років» з однієї марки | 7,65 гривні            | 18 вересня 2015 року   | 40 000                        | Микола Кочубей             |
| № 1458                                   |            | Блок «Свято-Успенська Почаївська лавра. 775 років» з однієї марки | 22,10 гривні           | 21 вересня 2015 року   | 30 000                        | Сергій та Олександр Харуки |
| Блок № 139 (№ 1459 № 1460 № 1461 № 1462) |            | Блок «Краса і велич України. Київська область» з чотирьох марок: - «Біноклевидна посудина (друга половина V тис. до н. е.), с. Трипілля» - «Парк Київська Русь, с. Копачів» - «Свято-Покровська церква, с. Пархомівка» - «Катерина Білокур „Квіти за тином“» | 6,00 2,40 3,00 гривні  | 30 вересня 2015 року   | 30 000                        | Олександр Калмиков         |
| № 1463                                   |            | «Храм Святої Покрови, м. Бориспіль» | 2,40 гривні            | 30 вересня 2015 року   | 130 000                       | Олександр Калмиков         |
| № 1464                                   |            | «Покрова Богородиці» | 3,00 гривні            | 7 жовтня 2015 року     | 130 000                       | Володимир Таран            |
| № 1465                                   |            | «300 років Львівській пивоварні» | 2,40 гривні            | 8 жовтня 2015 року     | 150 000                       | автор                      |
| № 1466                                   |            | «Вітання з України. Postcrossing» на самоклейному папері | Є (=0,70$)             | 9 жовтня 2015 року     | 200 000                       |                            |
| № 1467                                   |            | «Анна та Марія Музичук — чемпіонки світу з шахів» | 2,40 гривні            | 10 жовтня 2015 року    | 130 000                       |                            |
| № 1468                                   |            | «День захисника України» | 2,40 гривні            | 12 жовтня 2015 року    | 160 000                       | Володимир Таран            |
| № 1469                                   |            | Серія «Міський транспорт»: «Автобус ЛАЗ 695. 1961» | 2,40 гривні            | 30 жовтня 2015 року    | 130 000                       | Віктор Зінченко            |
| № 1470                                   |            | Серія «Міський транспорт»: «Київський тролейбус. Київ-4. 1963» | 2,40 гривні            | 6 листопада 2015 року  | 130 000                       | Віктор Зінченко            |
| Блок № 140 (№ 1471 № 1472 № 1473)        |            | Блок «Князівський рід Острозьких XIV—XVII ст.» з трьох марок: - «Василь-Костянтин Острозький. 1526—1608» - «Гальшка (Єлизавета) Острозька. 1539—1582» - «Костянтин Острозький. 1460—1530»                                                                    | 3,45 5,25 7,65 гривні  | 13 листопада 2015 року | 40 000                        | Володимир Таран            |
| № 1474                                   |            | Серія «Національний ботанічний сад ім. М. М. Гришка НАН України»: Коручка болотна (Epipactis palustris) | 2,40 гривні            | 19 листопада 2015 року | 130 000                       | Наталія Кохаль             |
| № 1475                                   |            | Серія «Національний ботанічний сад ім. М. М. Гришка НАН України»: Офрис кримська (Ophrys taurica) | 2,40 гривні            | 19 листопада 2015 року | 130 000                       | Наталія Кохаль             |
| № 1476                                   |            | Серія «Національний ботанічний сад ім. М. М. Гришка НАН України»: Булатка червона (Cephalanthera rubra) | 2,40 гривні            | 19 листопада 2015 року | 130 000                       | Наталія Кохаль             |
| № 1479                                   |            | «Веселих свят!» | 2,40 гривні            | 2 грудня 2015 року     | 190 000                       | Іван Кравець               |
| № П-17                                   |            | «Власна марка» — 10.12.2015 поштова марка персоніфікована № П-17 з купоном — «Чемпіонка світу з шахів» | V                      | 10 грудня 2015 року    |                               | автор                      |
| № 1480                                   |            | «Дерев'яні церкви Карпатського регіону Польщі та України. Церква св. Параскеви (XVII ст.), с. Квятонь. Церква св. Юра (XV—XVI ст.), м. Дрогобич» (Спільний випуск «Україна — Польща»)                                                                        | 5,40 гривні            | 18 грудня 2015 року    | 130 000                       | Анджей Госік               |
| № 1481                                   |            | «Григорій Верьовка. 1895—1964» | 2,40 гривні            | 25 грудня 2015 року    | 130 000                       | Сергій Горобець            |

## Восьмий випуск стандартних марок
| № у каталозі | Зображення | Опис та джерело                                 | Номінал | Дата введення в обіг   | Тираж   | Дизайн          |
| ------------ | ---------- | ----------------------------------------------- | ------- | ---------------------- | ------- | --------------- |
| № 1456       |            | «Дерен справжній»                               | V       | 15 вересня 2015 року   | масовий | Володимир Таран |
| № 1477       |            | «Бересклет європейський»                        | F       | 19 листопада 2015 року | масовий | Володимир Таран |
| № 1478       |            | «Бересклет європейський» на самоклейному папері | F       | 24 листопада 2015 року | масовий | Володимир Таран |

## Конверти першого дня гашення
Друк офсетний формат
- С5 — 162×229 мм
- С6 — 114×162 мм

| № у каталозі                  | Зображення | Зображення  | Опис та джерело                                                  | Дата введення в обіг | Формат, мм | Тираж  | Дизайн                     |
| № у каталозі                  | Конверт    | Штемпель    | Опис та джерело                                                  | Дата введення в обіг | Формат, мм | Тираж  | Дизайн                     |
| ----------------------------- | ---------- | ----------- | ---------------------------------------------------------------- | -------------------- | ---------- | ------ | -------------------------- |
| № КПД 543 № ШПД 602           |            |             | Василь Симоненко. 1935—1963                                      | 8 січня 2015         | С6         | 2 100  | Василь Василенко           |
| № КПД 544 № ШПД 603           |            |             | 22 січня — День Соборності України                               | 22 січня 2015        | С6         | 3 100  | Наталія Гожа               |
| № КПД 545 № ШПД 604           |            |             | Пам'яті Героїв Небесної Сотні                                    | 20 лютого 2015       | С6         | 6 500  | Кость Лавро                |
| № КПД 546 № ШПД 605 № ШПД 606 |            | № 605       | Михайло Вербицький. 1815—1870                                    | 4 березня 2015       | С6         | 3 300  | Сергій Горобець            |
| № КПД 547 № ШПД 607 № ШПД 608 |            | № 607       | Святослав Ріхтер. 1915—1997                                      | 20 березня 2015      | С6         | 3 500  | Наталя Гожа                |
| № КПД 548 № ШПД 609 № ШПД 610 |            | № 609       | 150 років від дня народження Бориса Луцького                     | 10 квітня 2015       | С6         | 2 600  | Євген Харук                |
| № КПД 549 № ШПД 611           |            |             | Вічна пам'ять героям! 1941-1945                                  | 8 травня 2015        | С6         | 2 100  | Сергій та Олександр Харуки |
| № КПД 550 № ШПД 612           |            |             | Кримські татари — корінний народ Криму — України                 | 14 травня 2015       | С6         | 2 900  | Микола Кочубей             |
| № КПД 551 № ШПД 613 № ШПД 614 |            | № 613 № 614 | Лауреати Нобелівської премії. Ілля Мечников. 1845-1916           | 21 липня 2015        | С6         | 2 900  | Володимир Таран            |
| № КПД 552 № ШПД 615           |            |             | Київський фунікулер                                              | 24 липня 2015        | С6         | 2 500  | Валерій Руденко            |
| № КПД 553 № ШПД 616           |            |             | Київський трамвай                                                | 24 липня 2015        | С6         | 2 500  | Валерій Руденко            |
| № КПД 554 № ШПД 617           |            |             | Князь Київський Володимир Великий                                | 28 липня 2015        | С5         | 3 000  | Сергій та Олександр Харуки |
| № КПД 555 № ШПД 618 № ШПД 619 |            | № 618       | Андрей Шептицький. 1865-1944                                     | 29 липня 2015        | С6         | 6 000  | Сергій Горобець            |
| № КПД 556 № ШПД 620 № ШПД 621 |            | № 620 № 621 | Краса і велич України. Чернівецька область                       | 7 серпня 2015        | С6         | 3 050  | Олександр Калмиков         |
| № КПД 516 № ШПД 620 № ШПД 621 |            | № 620 № 621 | Краса і велич України. Чернівецька область                       | 7 серпня 2015        | С5         | 20 000 | Олександр Калмиков         |
| № КПД 557 № ШПД 622           |            |             | Європа. Давні іграшки                                            | 11 серпня 2015       | С6         | 4 100  | Сергій та Олександр Харуки |
| № КПД 558 № ШПД 623           |            |             | Свійські тварини                                                 | 14 серпня 2015       | С6         | 4 000  | Наталія Кохаль             |
| № КПД 559 № ШПД 624 № ШПД 625 |            |             | Краса і велич України. Тернопільська область                     | 28 серпня 2015       | С6         | 4 550  | Олександр Калмиков         |
| № КПД 516 № ШПД 624 № ШПД 625 |            | С5          | Краса і велич України. Тернопільська область                     | 28 серпня 2015       | 20 000     |        | Олександр Калмиков         |
| № КПД 440 № ШПД 626           |            |             | Восьмий випуск стандартних поштових марок. (Листя)               | 15 вересня 2015      | С6         | 15 000 | Володимир Таран            |
| № КПД 560 № ШПД 627           |            |             | Національний університет «Києво-Могилянська академія». 400 років | 18 вересня 2015      | С5         | 5 100  | Микола Кочубей             |
| № КПД 561 № ШПД 628 № ШПД 629 |            |             | Свято-Успенська Почаївська лавра. 775 років                      | 21 вересня 2015      | С5         | 4 300  | Сергій та Олександр Харуки |
| № КПД 563 № ШПД 630 № ШПД 631 |            | № 630       | Краса і велич України. Київська область                          | 30 вересня 2015      | С6         | 4 000  | Олександр Калмиков         |
| № КПД 562 № ШПД 630 № ШПД 631 |            | № 630       | Краса і велич України. Київська область                          | 30 вересня 2015      | С5         | 3 000  | Олександр Калмиков         |
| № КПД 564 № ШПД 632 № ШПД 633 |            | № 632       | Покрова Богородиці                                               | 7 жовтня 2015        | С6         | 4 000  | Володимир Таран            |
| № КПД 565 № ШПД 634           |            |             | 300 років Львівській пивоварні                                   | 8 жовтня 2015        | С6         | 2 600  | автор                      |
| № КПД 566 № ШПД 635 № ШПД 636 |            |             | Вітання з України. Postcrossing                                  | 9 жовтня 2015        | С6         | 5 600  |                            |
| № КПД 567 № ШПД 637           |            |             | Анна та Марія Музичук — чемпіонки світу з шахів                  | 10 жовтня 2015       | С6         | 2 600  | Василь Василенко           |
| № КПД 568 № ШПД 638           |            |             | День захисника України                                           | 12 жовтня 2015       | С6         | 4 000  | Володимир Таран            |
| № КПД 569 № ШПД 639           |            |             | Автобус                                                          | 30 жовтня 2015       | С6         | 2 500  | Валерій Руденко            |
| № КПД 570 № ШПД 640           |            |             | Київський тролейбус                                              | 6 листопада 2015     | С6         | 2 500  | Валерій Руденко            |
| № КПД 571 № ШПД 641 № ШПД 642 |            |             | Князівський рід Острозьких XIV—XVII ст.                          | 13 листопада 2015    | С5         | 4 300  | Володимир Таран            |
| № КПД 572 № ШПД 643           |            |             | Національний ботанічний сад ім. М.М. Гришка НАН України. Орхідеї | 19 листопада 2015    | С6         | 3 200  | Наталія Кохаль             |
| № КПД 573 № ШПД 644           |            |             | Восьмий випуск стандартних поштових марок. (Листя)               | 19 листопада 2015    | С6         | 2 100  | Володимир Таран            |
| № КПД 574 № ШПД 645           |            |             | Веселих свят!                                                    | 2 грудня 2015        | С6         | 2 300  | Іван Кравець               |
| № КПД 575 № ШПД 646           |            |             | Дерев'яні церкви Карпатського регіону Польщі та України          | 18 грудня 2015       | С6         | 2 300  | Сергій Горобець            |
| № КПД 576 № ШПД 647 № ШПД 648 |            |             | Григорій Верьовка. 1895—1964                                     | 25 грудня 2015       | С6         | 3 200  | Сергій Горобець            |

## Конкурси
Поштовий блок № 140 «Князівський рід Острозьких XIV—XVII ст.» 2015 року випуску із серії «Славетні роди України» посів 2-е місце в міжнародному конкурсі NexoFil «Найкраща марка світу 2015» (Іспанія) в категорії «Поштові блоки».